# International Dance Music Awards
Pour les articles homonymes, voir IDMA.

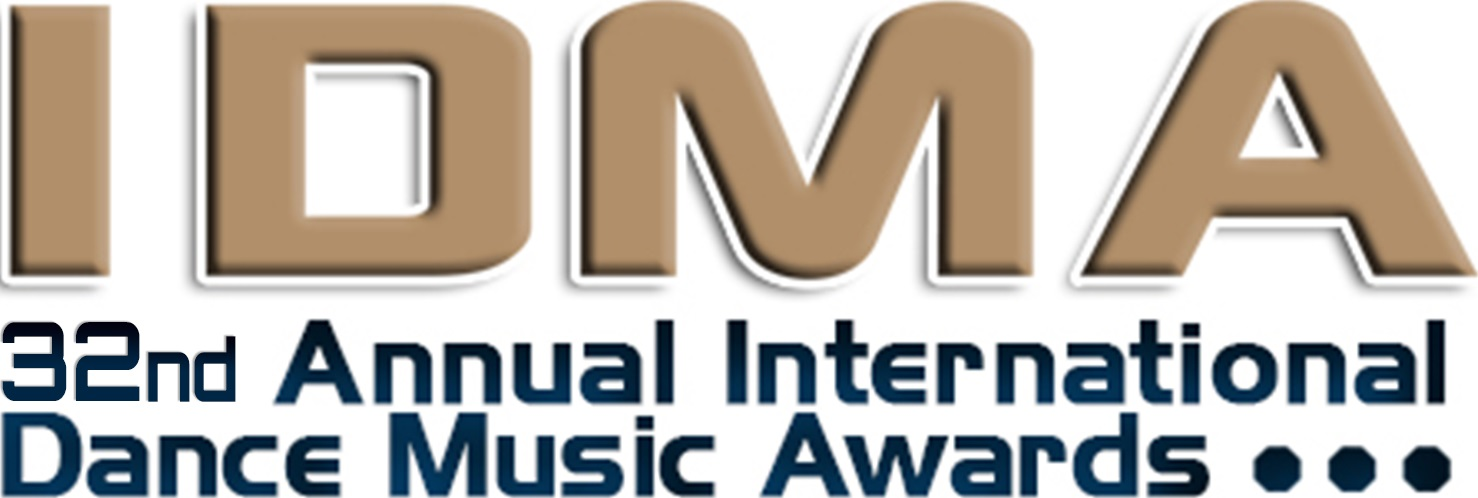
Logo de la (2018).

Les International Dance Music Awards ou IDMA sont des récompenses remises chaque année à l'occasion de la Winter Music Conference à Miami Beach en Floride. Elles ont été décernées entre 1985 et 2020 — à l'exception de 2017 —, et récompensaient les acteurs de la musique électronique, qu'il s'agisse d'artistes, de producteurs ou encore de festivals.